# Joe Natuman
Joe Natuman, né le 24 novembre 1952, est un homme d'État vanuatais. Il est Premier ministre du 15 mai 2014 au 11 juin 2015.

## Biographie
Après une licence à l'Université du Pacifique Sud à Suva, aux Fidji, il intègre l'administration publique au Vanuatu. En 1980, au moment de l'indépendance du pays, il est secrétaire aux relations publiques dans le bureau du premier premier ministre, le père Walter Lini. Il est secrétaire privé de Walter Lini de 1983 à 1984, puis son premier secrétaire de 1987 jusqu'à la chute du gouvernement Lini en 1991. Il travaille alors comme secrétaire général-assistant à l'Université du Pacifique Sud jusqu'en 1995.
Cette année-là, il se lance en politique, et est élu député de Tanna au Parlement nation lors des élections législatives de novembre. Il représente le Vanua'aku Pati, parti essentiellement anglophone et de centre-gauche, fondé par Walter Lini. Il est, depuis, réélu sans discontinuer.
Il est nommé une première fois ministre des Services judiciaires, de la Culture et des Femmes en 1996, dans un gouvernement de coalition mené par les conservateurs de l'Union des partis modérés. En 1997, il devient ministre des Terres, de l'Énergie, de la Géologie et des Mines, puis ministre de l'Éducation en 1998. D'avril à mai 2002, il est brièvement ministre de l'Intérieur sous le premier ministre Edward Natapei (du Vanua'aku Pati). Il est ministre de l'Éducation en 2004, puis à nouveau ministre de l'Intérieur de 2007 à 2008, sous le Premier ministre Ham Lini. En 2008, Edward Natapei, à nouveau Premier ministre, le nomme ministre des Terres, puis, en 2010, ministre des Affaires étrangères, du Commerce extérieur et des Télécommunications. Dans cette fonction, il est félicité par Transparency International pour son intégrité, ayant mis fin à la pratique de vente de passeports diplomatiques, et ayant résilié de tels passeports conférés par des gouvernements précédents. En juin 2011, un changement de majorité au Parlement relègue Joe Natuman sur les bancs de l'opposition. 
Le 15 mai 2014, d'importantes défections entraînent la chute du gouvernement de coalition du Premier ministre Moana Carcasses Kalosil, à travers une motion de censure au Parlement. Le Parlement élit Joe Natuman, alors secrétaire général du Vanua'aku Pati, pour lui succéder, avec quarante voix sur cinquante-deux. Le 11 juin 2015, trois députés de sa majorité rejoignent l'opposition, qui fait chuter son gouvernement par une motion de censure. Sato Kilman lui succède.
En 2018 il est reconnu coupable d'entrave à la justice pour avoir tenté en 2014 d'empêcher la police d'enquêter sur des hauts fonctionnaires. Il est condamné à une peine d'inéligibilité, ainsi qu'à une peine de prison avec sursis. 
Le président de la République Tallis Obed Moses lui accorde en septembre 2021 la grâce présidentielle, en même temps qu'à deux autres anciens Premiers ministres : Charlot Salwai, condamné en février 2021 pour parjure, et Serge Vohor, condamné en 2015 pour corruption et entrave à la justice, emprisonné durant dix-huit mois et que le précédent président, Baldwin Lonsdale, avait refusé par principe de gracier.